# Горњи Јунузовићи
Горњи Јунузовићи су насељено мјесто у Босни и Херцеговини у општини Завидовићи које административно припада Федерацији Босне и Херцеговине. Према попису становништва из 1991. у насељу је живјело 1.031 становника.

## Становништво
| Националност       | 1991.          | 1981.          | 1971.        |
| Муслимани          | 1.005 (97,47%) | 1.182 (99,74%) | 870 (99,42%) |
| Срби               | 0              | 0              | 1 (0,11%)    |
| Хрвати             | 0              | 0              | 1 (0,11%)    |
| Југословени        | 6 (0,58%)      | 1 (0,08%)      | 0            |
| остали и непознато | 20 (1,93%)     | 2 (0,16%)      | 3 (0,34%)    |
| Укупно             | 1.031          | 1.185          | 875          |